# FASTA 포맷
FASTA 포맷은 염기서열 혹은 단백질서열을 문자열로 표현한 것이다. 이 포맷은 FASTA 소프트웨어 패키지가 기원이지만 현재는 생물정보학 분야에서 표준에 가깝게 사용되고 있다.